# Denis Rake
Pour les articles homonymes, voir Rake (homonymie).
 (3 août 2024).
Denis Rake (1902-1976) fut, pendant la Seconde Guerre mondiale, un agent secret britannique ayant servi dans le Special Operations Executive. Envoyé en mission en France comme opérateur radio, il travailla en 1942 pour les réseaux SPRUCE et PRIVET et en 1944 pour le réseau FREELANCE.

## Identités
- État civil : Denis Joseph Rake
- Comme agent du SOE, section F
  - Nom de guerre (field name) : « Justin » (1942) puis « Roland » (1944)
  - Nom de code opérationnel : JUNIPER, RECEIVER (en français RECEVEUR)
  - Nom de code du Plan, pour la centrale radio : SLACKS
  - Fausse identité : René Dieudonné, Denis Joseph Rocher
  - Surnom (pour Nancy Wake) : Denden

Parcours militaire : captain, puis major

## Famille
- Son père : Anglais, correspondant du Times. Pendant la Première Guerre mondiale, il fournissait des faux papiers au réseau d’Edith Cavell. Il échappe à la rafle qui conduit l'infirmière au poteau (le 12 octobre 1915), mais meurt peu après de tuberculose.
- Sa mère : Galloise, cantatrice (soprano coloratur) à l'Opéra de La Monnaie de Bruxelles.

## Biographie
(octobre 2024).

### Avant la guerre
1902. Naissance de Denis Rake le 22 mai à Bruxelles.
1905. Sa mère le confie au cirque Sarazini. Ainsi, pendant toute son enfance, il va parcourir l'Europe.
1914. Empêché par la guerre, le cirque le rend à ses parents.
1915. Son père meurt. Sa mère réussit à passer en Angleterre avec Denis.
Denis suit des cours de transmissions radio.
1918. À la fin de la guerre, il retourne à Bruxelles.
1920-1923. Un diplomate anglais, qui s'éprend de lui, l'emmène à Athènes. Après leur séparation, Rake a une liaison avec un prince de la famille royale grecque, qui l'entretient mais qui, entrant en politique, devient la cible de la presse d'opposition. Rake va à Venise, puis rentre en Angleterre.
1924. Pendant 15 ans, il joue dans des comédies musicales. Il atteint l'apogée professionnelle avec le premier rôle de Mercenary Mary.

### Pendant la guerre
1939. Il est mobilisé. Parlant parfaitement français, il sert comme interprète à Nantes.
1940. Il subit deux naufrages :
- à la débâcle, il réussit à s'embarquer in extremis sur le Lancastria, qui est coulé (nuit du 17 au 18 juin) ; il ne sait pas nager, mais un camarade le sort de l'eau ;
- il est affecté, comme interprète, sur un dragueur de mines rallié à de Gaulle, Pollux, qui est coulé en juillet ; Rake en réchappe de justesse. Il est alors affecté à terre.

1942.
- Il est recruté par le Special Operations Executive. Il suit l'entraînement, mais refuse de participer aux exercices physiques.
- Mai. Dans la nuit du 13/14, une felouque le largue dans un canot en caoutchouc au large d'Antibes, ainsi que Charles Hayes[3].
- Déçu par le fonctionnement des réseaux de la Côte d'Azur, il va à Lyon et prend contact avec Virginia Hall. Dès le début, ils s'entendent bien. Elle commence par le loger chez une prostituée. Mais là, les émissions radio ne passent pas bien. Il doit changer d'adresse. Dans la journée, il fait son travail d'opérateur radio, aux côtés d’Edward Zeff « Mathieu », opérateur du réseau SPRUCE. Le soir, il se produit comme chanteur dans le cabaret lyonnais La Cigogne. Un jour qu'un policier lui demande d'ouvrir sa valise, il s'en tire en prétendant faire du marché noir et en payant grassement le policier !
- Il est trahi : un jeune agent du SOE, récemment parachuté, qu'il a rencontré chez Virginia Hall, révèle à une parente lyonnaise pétainiste qu'il vient de Londres. La parente le dénonce à la police. Interrogé, il livre le signalement de Rake.
- Fin juin, apprenant que la Gestapo connaît le nom de Rake, Virginia Hall le prévient qu'il doit quitter Lyon et rentrer à Londres. Mais Rake se propose comme opérateur radio d’Edward Wilkinson, qui  attend en vain à Paris que l'opérateur radio attendu réussisse à franchir la ligne de démarcation.
- Juillet. Au début du mois, il tente de passer la ligne de démarcation près de Montceau-les-Mines, mais il est arrêté[4]. Il est d'abord interrogé par la Gestapo à Chalon-sur-Saône, de manière brutale, mais sans succès, bien qu'il perde plusieurs dents. Il corrompt un gardien et saute du train qui l'emmène à la prison de Dijon[5]. À Paris, il se rend au Bœuf sur le toit, qu'il connaît d'avant guerre. Au bar, il rencontre Max, officier de l'état-major de la Wehrmacht à Paris, vêtu en civil. C'est le coup de foudre. Ils deviennent amants. Il finit par rencontrer Edward Wilkinson « Alexandre », qui lui demande de mettre un terme à sa liaison. Celui-ci commence par refuser. L'arrivée du poste émetteur tardant, Edward Wilkinson « Alexandre » décide de retourner à Lyon auprès de « Marie ». « Justin » devant l'accompagner, doit rompre avec son amant. Ils repassent la ligne de démarcation et se rendent à Lyon le 15[6] auprès de  « Marie », qui leur remet un poste émetteur. Rake souffrant de dysenterie, Virginia Hall le cache quelque temps, avant qu'il retourne à Paris. Puis « Alexandre » ayant retrouvé son camarade d'entraînement Richard Heslop « Fabien », le trio décide de repasser la ligne de démarcation près de Limoges.
- Août. Le 15, à Limoges, les trois hommes sont arrêtés par la Surveillance du territoire et incarcérés.

Récit de l'arrestation. À Limoges, « Alexandre » et Richard Heslop « Fabien » déposent Rake dans un café qui loue des chambres et s'installent eux-mêmes dans un hôtel. Le trio se retrouve pour dîner au restaurant de l'hôtel des Faisans. « Alexandre » et Richard Heslop « Fabien » s'abstiennent de mentionner où ils sont descendus. Rake pense qu'ils se méfient de lui. Il est ulcéré. Ils prennent rendez-vous pour le lendemain à 11 heures devant Les Faisans. Rake n'y est pas. Une règle de sécurité du SOE impose dans ce cas de ne pas insister. Pourtant, « Alexandre » et Richard Heslop « Fabien » insistent et font le tour du pâté de maisons. Ils sont arrêtés au moment où ils repassent devant Les Faisans. Trois heures auparavant, Rake a été arrêté à l'occasion d'un contrôle de police. Redoutant la curiosité de la logeuse, il avait bien caché son émetteur au vestiaire des Faisans. Mais le policier a trouvé dans sa valise une importante somme d'argent (65 000 francs). De plus, les billets n'étaient pas épinglés comme d'habitude par liasses de dix. « Alexandre » et Richard Heslop « Fabien » déclarent ne connaître Rake que de la veille. Or deux indices prouvent le contraire : les billets de Rake et ceux d'« Alexandre » sont numérotés à la suite et leurs cartes d'identité, supposées avoir été établies dans des villes différentes, sont écrites de la même main.
- Transfert des trois prisonniers à la prison de Castres. Le régime d'incarcération est beaucoup plus dur : isolement, privations, sévices[7].
- Novembre. Le 8, nouveau transfert au camp de Chambaran (Isère). Le 11, la Wehrmacht franchit la ligne de démarcation. Aussitôt le directeur du camp, qui penche pour les Alliés, libère les trois hommes. Wilkinson et Richard Heslop « Fabien », sans papiers et avec peu d'argent, reprennent leur chemin interrompu vers Angers, et ils laissent aller Denis Rake de son côté (car ils le soupçonnent d'être à l'origine de leur arrestation). Rake réussit à passer en Espagne avec deux compatriotes qui ne parlent pas français. Il fait un séjour dans un camp d'internement espagnol, où il se lie avec un garçon qui lui montre ses photos de famille. Il reconnaît « Alexandre ». Le garçon est George Wilkinson, le frère de celui que Rake ne connaissait que par son pseudo « Alexandre ». Rake est récupéré par le consulat britannique[8].

1944. Dans la nuit du 9/10 mai, un Lysander le dépose à 2,5 km O/SO de Luzillé (Indre-et-Loire). Il est envoyé comme opérateur radio du réseau FREELANCE (chef de réseau : major John Hind Farmer « Hubert » ; courrier : Nancy Wake ; QG établi à Chaudes-Aigues). Le 20 juin, il est blessé lors d'une attaque générale des Allemands à Chaudes-Aigues, et il perd le contact avec le réseau. Le 27 juillet, il parvient à reprendre contact avec John Hind Farmer. Il reçoit un nouveau jeu de codes et de cristaux et reprend son activité d'opérateur radio.

### Après la guerre
Il est maître d'hôtel chez Douglas Fairbanks Jr.
1976. Il meurt en septembre 1976.

## Œuvre
- (en) Rake's Progress; the Gay - and Dramatic - Adventures of Major Denis Rake, MC, the Reluctant British War-Time Agent, with a foreword by Douglas Fairbanks, Hardcover, 271 p., 22 cm, Publisher: Leslie Frewin, 1968, ASIN: B001JPUDB6 ;  (ISBN 009087580X)

## Filmographie
- Marcel Ophüls, Le Chagrin et la Pitié, 1969. Denis Rake y témoigne de son action comme opérateur radio du réseau FREELANCE en Auvergne.

## Récompenses
- Royaume-Uni : Military Cross,
- France : Croix de Guerre, chevalier de la Légion d'honneur.

## Sources et liens externes
- (en) Des agents du SOE en France - fiche Denis Rake, avec photographie
- Fiche Denis Rake, avec photographies, sur le site Special Forces Roll of Honour.
- Gilles Perrault, Les Jardins de l'Observatoire, Fayard, 1995. Cf. les chapitres 16 à 18.
- (en) Richard Heslop, Xavier : the famous British agent's dramatic account of his work in the French Resistance, Londres, Hart-Davis, 1970 (ISBN 0-246-63989-X).
- Brooks Richards (trad. Pierrick Roullet), Flottilles secrètes : les liaisons maritimes clandestines en France et en Afrique du Nord : 1940-1944, Le Touvet (Isère), Éditions Marcel-Didier Vrac (M.D.V.), 2001 (ISBN 978-2-910821-41-8).
- Michael Richard Daniell Foot et Jean-Louis Crémieux-Brilhac (annot.) (trad. de l'anglais par Rachel Bouyssou), Des Anglais dans la Résistance : le service secret britannique d'action (SOE) en France, 1940-1944, Paris, Tallandier, 2008, 799 p. (ISBN 978-2-84734-329-8) Traduction en français par Rachel Bouyssou de (en) M. R. D. Foot, SOE in France an account of the work of the British Special Operations Executive in France, 1940-1944, London London Portland, OR, Whitehall History Pub. Frank Cass, 2004 (ISBN 978-0-7146-5528-4). Ce livre présente la version officielle britannique de l’histoire du SOE en France.
- Vincent Nouzille, L'espionne : Virginia Hall, une Américaine dans la guerre, Paris, Fayard, octobre 2007, 443 p. (ISBN 978-2-213-62827-1).
- (en) Lt. Col. E.G. Boxshall, Chronology of SOE operations with the resistance in France during world war II, 1960, document dactylographié (exemplaire en provenance de la bibliothèque de Pearl Witherington-Cornioley, consultable à la bibliothèque de Valençay). Voir sheet 12, TINKER CIRCUIT, et sheet 30B, FREELANCE-GASPARD CIRCUIT.
- Nancy Wake (trad. de l'anglais), La Gestapo m'appelait la Souris blanche : une Australienne au secours de la France, Paris, Éditions du Félin, 2001, 187 p. (ISBN 2-86645-402-2).
- (en) Geoffrey Elliott, The Shooting Star : Denis Rake, MC : a Clandestine Hero of the Second World War, Londres, Methuen, 2009, 320 p. (ISBN 978-0-413-77684-6 et 0-413-77684-0).
- Daniel Cordier, Alias Caracalla, Paris, Gallimard, 2009, 931 p. (ISBN 978-2-07-074311-7), p. 277-278